# Aloma of the South Seas (1926)
Aloma of the South Seas is een Amerikaanse dramafilm uit 1926 onder regie van Maurice Tourneur. Destijds werd de film in Nederland uitgebracht onder de titel Aloma, het meisje van Samoa. De film is wellicht zoekgeraakt.

## Verhaal
Aloma is een danseres op een eiland in de Stille Zuidzee, die angstvallig in de gaten wordt gehouden door haar minnaar. Wanneer ze wordt lastiggevallen door de koopman Red Malloy, neemt de Amerikaan Bob Holden haar in bescherming. De plantage-eigenaar Andrew Taylor hoort dat zijn nicht Sylvia, die eerder een liefdesaffaire had met Bob, naar het eiland komt met haar man. Hij stuurt Bob en Aloma daarom naar zijn plantage. De minnaar van Aloma is daar sterk op tegen.

## Rolverdeling
| Acteur            | Personage     |
| ----------------- | ------------- |
| Gilda Gray        | Aloma         |
| Percy Marmont     | Bob Holden    |
| Warner Baxter     | Nuitane       |
| William Powell    | Van Templeton |
| Harry T. Morey    | Red Malloy    |
| Julanne Johnston  | Sylvia        |
| Joseph W. Smiley  | Andrew Taylor |
| Frank Montgomery  | Hongi         |
| Michelette Burani | Hina          |
| Ernestine Gaines  | Taula         |
| Aurelio Coccia    | Matroos       |